# 愛宕山古墳 (板野町)
愛宕山古墳（あたごやまこふん、板野愛宕山古墳）は、徳島県板野郡板野町川端にある古墳。形状は前方後円墳。徳島県指定史跡に指定されている。
鳴門板野古墳群に含まれるが、2024年12月現在、当古墳は国指定史跡には含まれていない。

## 概要
徳島県北東部、吉野川北岸において平野を一望する尾根上に築造された古墳である。これまでに1961年（昭和36年）に関西大学による調査が実施されたほか、1993年（平成5年）に徳島大学による石室実測調査が、2001年（平成13年）に徳島大学による墳丘再調査が実施されている。
墳形は前方後円形で、前方部を北方に向ける。墳丘は2段築成。墳丘長は63.8メートルを測り、徳島県では渋野丸山古墳（徳島市、105メートル）に次ぐ第2位の規模になる。墳丘外表では葺石のほか、埴輪片（円筒埴輪・朝顔形埴輪・盾形埴輪）が検出されている。埋葬施設は後円部中央における竪穴式石室で、墳丘主軸と直交する東西方向を主軸とする。石室石材は吉野川対岸から産出する結晶片岩の板石で、石室からは銅鏃・鉄鏃・鉄剣片・短甲片・管玉・ガラス玉などが検出されている。築造時期は古墳時代中期の4世紀末-5世紀初頭頃と推定される。
古墳域は1958年（昭和33年）に徳島県指定史跡に指定されている。

## 遺跡歴
- 1934年（昭和9年）、発掘[4]。
- 1958年（昭和33年）7月18日、「板野の愛宕山古墳」として徳島県指定史跡に指定[3]。
- 1961年（昭和36年）、発掘調査（関西大学の森浩一ら）[2]。
- 1993年（平成5年）、石室実測調査（徳島大学）[2]。
- 2001年（平成13年）、墳丘再調査（徳島大学）[2]。

## 墳丘
墳丘の規模は次の通り。
- 墳丘長：63.8メートル
- 後円部 直径：44.2メートル
- 前方部 長さ：19.6メートル

## 文化財

### 徳島県指定文化財
- 史跡
  - 板野の愛宕山古墳 - 1958年（昭和33年）7月18日指定[3]。

## 現地情報
所在地
- 徳島県板野郡板野町川端（字芦谷山）

交通アクセス
- 鉄道：四国旅客鉄道（JR四国）高徳線 阿波川端駅（徒歩約10分）

関連施設
- 徳島県立博物館（徳島市八万町向寺山） - 愛宕山古墳出土品の一部を保管[4]。

周辺
- 鳴門板野古墳群 - 国の史跡[5]。
  - 大代古墳（鳴門市大津町大代）
  - 宝幢寺古墳（鳴門市大麻町池谷）
  - 天河別神社古墳群（鳴門市大麻町池谷）
  - 萩原2号墓（鳴門市大麻町萩原）